# Гупалівка
Гу́палівка — село в Україні, у Чернеччинській сільській громаді Самарівського району Дніпропетровської області. Населення за переписом 2001 року становить 1347 осіб.

## Географія
Село Гупалівка розташоване на півночі області на межі з Полтавською областю. З півночі та заходу Гупалівку огинає канал Дніпро—Донбас. Через село протікає річка Заплавка. Сусідні населені пункти: села Мусієнкове і Чернеччина.
Через село проходить автошлях Т 0412.
Фізико-географічна зона — Придніпровська низовина.

## Історія
На території села знайдено поселення доби неоліту, скіфсько—сарматського періоду, а також кочівницькі стойбища 6—7 століть.
Село було засноване на початку 17 століття.
На час заснування у 1670-х роках Нехворощанського монастиря Успіння Пресвятої Богородиці, навпроти сотенного містечка Полтавського полку Нехворощі, на землях, що входили до Личківської паланки Запорозької Січі, вже існувала слобода Гупалівка.
За описом Полтавського полку (1731 р.) до маєтностей монастиря належали озеро Святе, ліси Тира, Рідкодуб, а також слободи Гупалівка й Нехворощанська Чернетчина та кілька хуторів.
До 1766 року село входило до складу Самарської паланки.

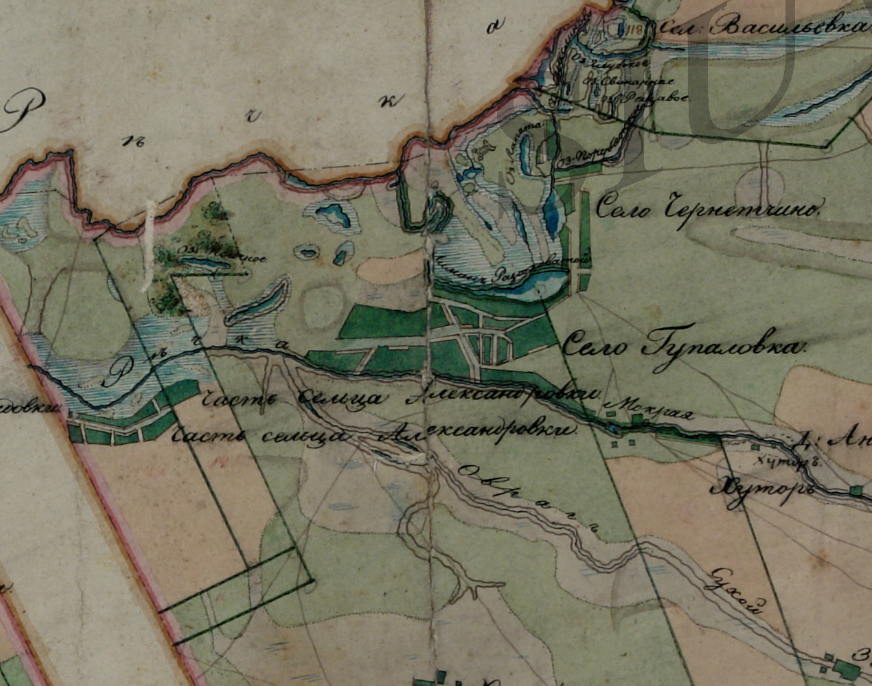
Гупаліка в 1790 р.

1770 року Гупалівка перейшла із Протовчанської (з 1766) до Орільської паланки.
1859 року в селищі налічувалось 707 дворів, де проживало 6214 мешканців, з низ 3128 чоловічо полу та 3086 жіночого. На той час в Гупалівці були: 1 православна церква, 3 ярмарки, 1 базар та 1 сільський навчальний заклад.
Станом на 1862 рік в селі проживало 6214 душ, по більшій мірі українці, налічувалось 707 дворів. Було сільське училище, щоденний базар, щороку проводилось 3 ярмарки.
1886 року в слободі, центрі Гупалівської волості Новомосковського повіту Катеринославської губернії, мешкало 3058 осіб, було 556 дворів, існувало волосне правління, православна церква, школа, поштова станція, бондарня, 4 магазини, відбувались 3 ярмарки на рік й базари щотижня.
За переписом 1897 року кількість мешканців зросла до 4881 особи (2415 чоловічої статі та 2466 — жіночої), з яких 4756 — православної віри.
В період радянської влади у Гупалівці розташовувалась центральна садиба колгоспу ім. Ілліча.
До 2019 року адміністративний центр Гупалівської сільської ради.

## Населення
Згідно з переписом УРСР 1989 року чисельність наявного населення села становила 1498 осіб, з яких 619 чоловіків та 879 жінок.
За переписом населення України 2001 року в селі мешкало 1417 осіб.

### Мова
Розподіл населення за рідною мовою за даними перепису 2001 року:
| Мова       | Відсоток |
| ---------- | -------- |
| українська | 93,02 %  |
| російська  | 5,79 %   |
| вірменська | 0,89 %   |
| молдовська | 0,07 %   |
| інші       | 0,23 %   |

## Економіка
- «Приорілля», агрофірма, ПП.

## Об'єкти соціальної сфери
- Школа.
- Дитячий садочок.
- Будинок культури.
- Лікарня.

## Відомі особистості
В Гупалівці народився Маринич Григорій Васильович (1876—1961) — видатний український драматичний актор і співак, народний артист УРСР.
В селі похований Савченко Роман Михайлович — сержант ЗСУ, загинув у «Іловайському котлі».